# لووتشیتسه (ناحیه هرادتس کرالووه)
لووتشیتسه (به چکی: Lovčice) یک منطقهٔ مسکونی در جمهوری چک است که در ناحیه هرادتس کرالووه واقع شده‌است. لووتشیتسه ۶۵۵ نفر جمعیت دارد.